# 11008 Ernst
11008 Ernst eller 1981 EO7 är en asteroid i huvudbältet som upptäcktes den 1 mars 1981 av den amerikanska astronomen Schelte J. Bus vid Siding Spring-observatoriet. Den är uppkallad efter Carolyn M. Ernst.
Asteroiden har en diameter på ungefär 5 kilometer.